# 林秀剛
林 秀剛（はやし、ひでたけ 1936年 - ）は、日本の生態学者。

## 人物
1936年生まれ。NPO法人信州ツキノワグマ研究会・元代表、旧・東京都立大学大学院修士課程修了。理学博士。
旧・東京都立大学助手、信州大学講師・助教授を経て、2002年、信州大学（理学部教授）退職。専門は、湖沼生態系における生物相互作用系の解析。1995 年、山岳域のツキノワグマの追跡調査に関与し、信州ツキノワグマ研究会を立ち上げる。水源の森の問題として、ツキノワグマの研究および対策にかかわる。主な著書は、『川と湖と生き物―多様性と相互作用―』（共編著、信濃毎日新聞社、1992）、『Lake Kizaki Limnology and Ecology of a Japanese Lake』（共編著、BackhuysPublishers. 2001）、『山に学ぶ 山と生きる』（分担執筆、信濃毎日新聞社、2003）。
1984年2月、「Studies on the dynamics of heterotrophic bacterial populations in lacustrine bottom sediments of shallow eutrophic lakes(浅い富栄養湖の湖底堆積物における従属栄養細菌群の動態に関する研究)」で理学博士（東京都立大学）。

## 著書
- 林秀剛; 宇和紘; 沖野外輝夫 (1992), 川と湖と生き物 : 多様性と相互作用, 信濃毎日新聞社, ISBN 4784092188

- 西条八束; 林秀剛 (2001), Lake Kizaki: limnology and ecology of a Japanese lake, Biology of inland waters, Backhuys Publishers, ISBN 9057820927

- 信州大学山岳科学総合研究所 (2003), 山に学ぶ 山と生きる, 山岳科学叢書1, 編, 信濃毎日新聞社, ISBN 4-7840-1001-7

## 論文
- 国立情報学研究所収録論文 国立情報学研究所

- 林秀剛 (2008), “野生動物との共生は可能か--長野県におけるクマ問題とその対応方向 (特集 野生鳥獣害問題)”, 農村と都市をむすぶ (全農林労働組合農村と都市をむすぶ編集部) 58 (2):  18-23, ISSN 09136134

- Huygens, O.C.; Miyashita, T.; Dahle, B.; Carr, M.; 泉山茂之; Sugawara, T; 林秀剛 (2003), “Diet and feeding habits of Asiatic black bears in the Northern Japanese Alps”, Ursus 14 (2):  36-245

- Huygens Oscar C.; Goto Mitsuaki; Hoshino Toshio; Koyama Masaru; Tokita Eiji; 林秀剛; 吉田利男 (2001), “Evaluation of sardine bait stations to monitor Asiatic black bear populations in Nagano Prefecture, central Japan”, Biosphere conservation : for nature, wildlife, and humans (野生生物保護学会) 4 (1):  37-41

- Huygens Oscar C.; 林秀剛 (2001), “Asiatic black bear management plan in Nagano Prefecture, central Japan : a commentary”, Biosphere conservation : for nature, wildlife, and humans (野生生物保護学会) 3 (2):  115-129

- Huygens Oscar C.; Goto Mitsuaki; 泉山茂之; 林秀剛; 吉田利男 (2001), “Asiatic black bear conservation in Nagano Prefecture, central Japan : problems and solutions”, Biosphere conservation : for nature, wildlife, and humans (野生生物保護学会) 3 (2):  97-106, ISSN 13446797

- 平林公男; 林秀剛 (1994), “木崎湖における大型底生無脊椎動物の水平分布について〔英文〕”, 陸水学雑誌 (日本陸水学会) 55 (2):  105-114, ISSN 00215104

- 泉山茂之; 中下留美子; 岸元良輔; 鈴木彌生子; 林秀剛; 瀧井暁子 (2013), “長野市街地ツキノワグマ出没個体は人里に依存していたか? : 安定同位体比分析による食性解析”, 信州大学農学部AFC報告 (長野県上伊那郡南箕輪村: 信州大学農学部附属アルプス圏フィールド科学教育研究センター) 11 (1-2):  25-28

- 中下留美子; 後藤光章; 泉山茂之; 林 秀剛; 楊宗興 (2007), “窒素・炭素安定同位体によるツキノワグマ捕獲個体の養魚場ニジマス加害履歴の推定”, 哺乳類科学 (京都: 日本哺乳類学会) 47 (1):  19-23

- Mizukami, R.N.; Goto, M.; 泉山茂之; 林秀剛; Yoh, M. (2005), “Estimation of feeding history by measuring carbon and nitrogen stable isotope ratios in hair of Asiatic black bears”, Ursus 16 (1):  93-101

- Mizukami, R.N.; Goto, M.; 泉山茂之; Yoh, M.; Ogura, N.; 林秀剛 (2005), “Temporal diet changes recorded by stable isotopes in Asiatic black bear (Ursus thibetanus) hair”, Isotopes in Environmental and Health Studies 41 (1):  87-94

- 倉沢秀夫; 沖野外輝夫; 林 秀剛 (1982), “諏訪湖における1932~1940年間と1950~1980年間の漁獲物の月別出荷金額高の経年変化の資料 -諏訪湖漁業協同組合の資料による-”, 信州大学理学部付属諏訪臨湖実験所報告 (信州大学理学部) 4:  85-127, ISSN 0916-3255

- 沖野外輝夫; 林 秀剛; 吉沢清晴; 加藤憲二; 吉田利男; 青山莞爾; 磯部吉章 (1980), “江の川に関する生態学的研究(1) 水質と生物”, 信州大学理学部付属諏訪臨湖実験所報告 (信州大学理学部) 3:  53-75

- 中下留美子; 鈴木彌生子; 林 秀剛; 泉山茂之; 中川恒祐; 八代田千鶴; 淺野玄; 鈴木正嗣 (2010), “乗鞍岳畳平で人身事故を引き起こしたツキノワグマの食性履歴の推定 : 安定同位体分析による食性解析”, 哺乳類科学 (日本哺乳類学会) 50 (1):  43-48

- 公文富士夫; 金丸絹代; 田原敬治; 角田尚子; 山本雅道; 林 秀剛 (2005), “湖底堆積物中の有機炭素含有率と湖水中の生物生産性, および気象要素との関係 : 長野県, 木崎湖における21年間の湖沼観測からの検証”, 地質學雜誌 (日本地質学会) 111 (10):  599-609, doi:10.5575/geosoc.111.599

## 関連人物
- 泉山茂之: NPO法人信州ツキノワグマ研究会: 代表[2]
- 西条八束: 共著者（Lake Kizaki : limnology and ecology of a Japanese lake）